# 梅森·麥克格羅德
梅森·麥克格羅德（英語：Mason McGroder，2008年9月18日—）是一名澳洲跳遠運動員。

## 職業
他主攻田徑運動，並且是悉尼天鹅澳式足球俱乐部的成員。
2024年，15歲的他在阿得雷德贏得了澳大利亞全國U17跳遠、U17 400公尺和U20跳遠冠軍。在秘魯利馬舉行的2024年世界U20田徑錦標賽男子跳遠項目上，他以7.80米的個人最佳成績奪得銅牌，成為該國最年輕的世界U20田徑錦標賽獎牌得主。

## 個人生活
他來自新南威爾斯州的卡林巴，他曾就讀於新南威爾斯州三一文法學校。他的導師是澳洲奧運跳遠選手利亚姆·阿德科克。